# Zygothrica africana
Zygothrica africana är en tvåvingeart som beskrevs av David Grimaldi 1990. Zygothrica africana ingår i släktet Zygothrica och familjen daggflugor.
Artens utbredningsområde är Uganda. Inga underarter finns listade i Catalogue of Life.